# Chris Patten
Christopher Francis Patten CH PC (Bath, 19 de juny de 1944) és un polític anglès que fou membre de la Comissió Prodi i fou el darrer Governador britànic de Hong Kong l'any 1997.
Va estudiar en escoles catòliques i posteriorment a la Universitat d'Oxford. Membre del Partit Conservador, l'any 1979 fou escollit diputat a la Cambra dels Comuns de Londres per la circumscripció de Bath, escó que va mantenir fins al 1992. El setembre de l'any 1986 fou nomenat per part de Margaret Thatcher Ministre de Desenvolupament de les Colònies d'Ultramar, càrrec que va mantenir fins al juliol de 1989. Aquell any fou nomenat Secretari d'Estat de Medi Ambient, càrrec que va mantenir fins al novembre de 1990 i des del qual va impulsar la impopular taxa de capitació.
L'any 1988 li fou concedit el títol, per part de la reina Elisabet II del Regne Unit, de l'Orde dels Companys d'Honor (Order of the Companions of Honour), i el 2005 li concedí el títol de Baró Pattern de Barnes.
L'any 1990 el Primer Ministre del Regne Unit John Major el nomenà Canceller del Duc de Lancaster i president del Partit Conservador. L'any 1992, però, perdé el seu escó de Bath davant el rival liberal Donald Foster. Sense possibilitat de poder ser membre del Govern fou nomenat el juliol d'aquell any per part de John Major Governador de Hong Kong. Des d'aquest càrrec fou el responsable de conduir el final del governadorat britànic sobre aquest territori i la seva devolució el 30 de juny de 1997 a la República Popular de la Xina. Abandonà aquesta ciutat l'1 de juliol d'aquell any a bord del creuer Britannia juntament amb el Príncep de Gal·les Carles del Regne Unit.
El setembre de l'any 1999 fou nomenat membre de la Comissió Prodi, esdevenint Comissari Europeu de Relacions Exteriors, càrrec que va mantenir fins al novembre de 2004.